# École militaire
Pour les articles homonymes, voir École militaire (homonymie).
Une école militaire est un établissement de formation dépendant des forces armées d'un pays. Elle peut assurer l'apprentissage professionnel ou scolaire de militaires, ou d'enfants de troupe généralement issus des familles de ces derniers.

## Allemagne

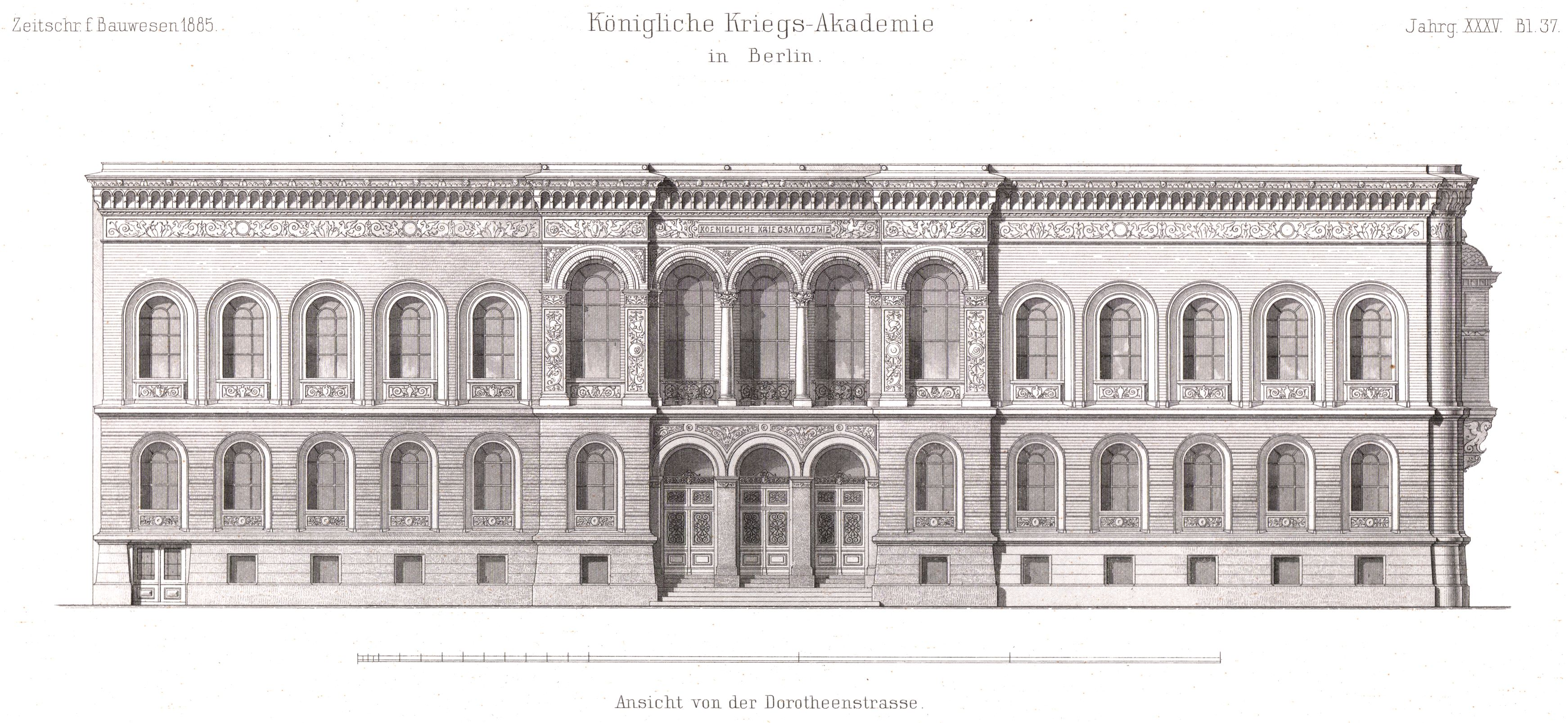
Façade de l’Académie de guerre de Prusse dans la Dorotheenstraße de Berlin.

D'après Vincent Desportes, « la Prusse a créé la première école de guerre après sa cuisante défaite d'Iéna en 1806 contre l'armée napoléonienne ».
Aujourd'hui, le parcours des officiers allemands de la Heer est assuré par le Bataillon des élèves-officiers de Munster (OA-Bataillon Munster) pour la formation initiale, complété par l'école d'officiers de Dresde (Offizierschule des Heeres OSH) où la formation s´axe davantage sur la théorie: tactique, histoire militaire, éducation politique et morale ou encore du droit militaire. La Deutsche Marine forme ses élèves-officiers à l'Académie navale (Marineschule Mürwik) basé à Flensbourg.
En outre, depuis 1970, certaines universités y dispensent un enseignement généraliste, avec quelques spécialités militaires. Ces Schulen der Bundeswehr: l’université de la Bundeswehr à Munich et l’université Helmut-Schmidt de Hambourg ont été voulues par le Parlement pour former des officiers conscients des enjeux de la démocratie. Les universités de la Bundeswehr n'imposent pas un engagement dans l'armée.

## Algérie
- Académie militaire interarmes de Cherchell
- École nationale préparatoire aux études d'ingénieur

## Argentine
- Collège militaire de la nation

## Autriche
- L’Académie impériale des techniques militaires remonte au Prince Eugène. Les combats de la guerre de succession d'Espagne lui avaient fait comprendre l'importance de disposer d'un corps d’ingénieurs : aussi tâcha-t-il de persuader l’empereur Charles VI de créer une école militaire (förmliche Ingenieur-Academia) pour répondre à ce besoin. L'école fut instituée à titre provisoire dès 1717, puis à titre définitif en 1720. Ainsi, l’Académie impériale du Génie est plus ancienne que l'Académie de la reine Thérèse, qui date de 1752.
- Lycée militaire de Vienne.

## Belgique
- l'École royale militaire, établissement d'enseignement de niveau universitaire situé à Bruxelles. C'est l'école militaire formant les officiers des quatre composantes de l'armée belge.
- L'École royale des sous-officiers, située à Saint-Trond.  Elle forme les sous-officiers des quatre composantes.
- Le Corps royal des Cadets de marine, forme les jeunes, entre 12 et 21 ans, à la vie à bord d'un navire. Il existe sept centres de formation.
- les Cadets de l'air
- les Cadets de la Défense

## Canada
Au Canada, il existe trois écoles militaires : 
- Le collège militaire royal du Canada ;
- Le collège militaire royal de Saint-Jean ;
- Le collège militaire Royal Roads.

## États-Unis
Aux États-Unis, il existe plusieurs écoles militaires :
- L'Académie militaire de West Point ;
- L'Académie navale d'Annapolis ;
- L'United States Army Command and General Staff College ;
- L'United States Air Force Academy ;
- Le Centre des langues étrangères de l'institut de langues de la Défense ;
- L'Institut militaire de Virginie.

## France
En France, on distingue les catégories d'établissements suivantes : 
- les lycées de la Défense, autrefois appelés lycées militaires, collèges militaires ou, plus anciennement, « écoles militaires préparatoires », qui forment les élèves à l'obtention d'un baccalauréat ou pour préparer les concours d'écoles ou de grandes écoles militaires ; ils sont au nombre de six ;
- l'école de formation initiale, qui donne une préparation générale au métier d'officier militaire ; par exemple, pour l'Armée de terre, l'une des trois écoles composant l'Académie militaire de Saint-Cyr Coëtquidan ;
- l'école d'application qui apporte une spécialisation ;
- les écoles du Centre de Doctrine et d’Enseignement du Commandement qui apportent aux officiers de l'Armée de terre la connaissance des activités militaires de commandement, dont l'École de Guerre-Terre ;
- les écoles dépendant de la Direction de l'enseignement militaire supérieur dont l'école de guerre, ainsi que l'Institut de recherche stratégique de l'École militaire, qui forment les officiers supérieurs amenés à accéder aux plus hautes responsabilités.

Remarque :
L'École militaire est le nom de l'édifice parisien qui a été construit historiquement pour abriter l'École militaire. Actuellement[Quand ?], ce lieu de Paris abrite plusieurs établissements d'enseignement supérieur du ministère de la Défense français : l'École de guerre, qui a rassemblé les écoles dites « de guerre » de chaque armée, l'École de Guerre-Terre, l'École supérieure des officiers de réserve spécialistes d'état-major. En outre, l'Institut des hautes études de Défense nationale (tutelle du Premier ministre) et la Revue Défense nationale (indépendante) en occupent une partie des locaux.
Cette école a été créée au XVIIIe siècle sous le règne de Louis XV sur proposition du maréchal de Saxe. Joseph Paris Duverney en est le créateur et le premier intendant. Napoléon Bonaparte y fait ses études militaires, de 1784 à 1785. S'y trouve aussi un centre de documentation abritant deux bibliothèques ouvertes au public.

## Hongrie
- Lycée militaire de Győr.

## Maroc
Au Maroc, on compte 5 principales écoles de formation militaire :
- Académie royale militaire de Meknès (ARM)
- École royale de l'air de Marrakech (ERA)
- École royale navale de Casablanca (ER)
- École royale du service de santé militaire (ERSSM)
- 1er et 2e lycées militaires Royales Kenitra/Ifrane  (LMR)

À cette liste s'ajoutent 2 écoles d'ingénieurs de formation d'officiers de réserve : 
- École Mohammadia d'ingénieurs (EMI)
- École nationale forestière d'ingénieurs (ENFI)

## Royaume-Uni
- Académie royale militaire de Sandhurst
- Académie royale militaire de Woolwich (artillerie)
- Welbeck Defence Sixth Form College, à Woodhouse, Leicestershire (Royaume-Uni), fermé en 2021

## Suisse
- École d'état-major général